# Amphoe Song Khwae

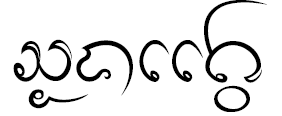
„Song Khwae“ in Lanna-Schrift

Amphoe Song Khwae (Thai อำเภอ สองแคว) ist ein Landkreis (Amphoe – Verwaltungs-Distrikt) im Nordwesten der Provinz Nan. Die Provinz Nan liegt im Nordosten der Nordregion von Thailand.

## Geographie
Benachbarte Landkreise (von Osten im Uhrzeigersinn): die Amphoe Thung Chang, Chiang Klang und Tha Wang Pha der Provinz Nan, die Amphoe Pong und Chiang Kham in der Provinz Phayao. Im Norden grenzt der Landkreis an die Provinz Sayaburi von Laos.

## Geschichte
Song Khwae wurde am 1. April 1992 zunächst als „Zweigkreis“ (King Amphoe) eingerichtet, indem drei Tambon vom Amphoe Chiang Klang abgetrennt wurden.
Am 11. Oktober 1997 wurde Song Khwae zum Amphoe heraufgestuft.

## Sehenswürdigkeiten
- Nationalparks:
  - Nationalpark Tham Sakoen (Thai: อุทยานแห่งชาติถ้ำสะเกิน) – bergiges Gelände mit einer mittleren Höhe zwischen 300 und 1752 Metern, die höchste Erhebung ist dabei der Doi Chi (ยอดดอยจี๋) mit 1752 Metern. Es gibt einige sehenswerte Wasserfälle im Park, wie zum Beispiel den drei-stufigen Huai-Hat-Wasserfall (น้ำตกห้วยหาด) oder auch den sechs-stufigen Hongwiangchan-Wasserfall (น้ำตกหงษ์เวียงจันทร์).

## Verwaltung

### Provinzverwaltung
Der Landkreis Song Khwae ist in drei Tambon („Unterbezirke“ oder „Gemeinden“) eingeteilt, die sich weiter in 25 Muban („Dörfer“) unterteilen.
| Nr. | Name         | Thai     | Muban | Einw. |
| --- | ------------ | -------- | ----- | ----- |
| 01. | Na Rai Luang | นาไร่หลวง | 10    | 5.932 |
| 02. | Chon Daen    | ชนแดน    | 09    | 3.222 |
| 03. | Yot          | ยอด      | 06    | 2.890 |

### Lokalverwaltung
Es gibt eine Kommune mit „Kleinstadt“-Status (Thesaban Tambon) im Landkreis:
- Yot (Thai: เทศบาลตำบลยอด) bestehend aus dem kompletten Tambon Yot.

Außerdem gibt es zwei „Tambon-Verwaltungsorganisationen“ (องค์การบริหารส่วนตำบล – Tambon Administrative Organizations, TAO)
- Na Rai Luang (Thai: องค์การบริหารส่วนตำบลนาไร่หลวง) bestehend aus dem kompletten Tambon Na Rai Luang.
- Chon Daen (Thai: องค์การบริหารส่วนตำบลชนแดน) bestehend aus dem kompletten Tambon Chon Daen.